# Michael W. Young
Michael Warren Young, född 28 mars 1949 i Miami, är en amerikansk biolog som forskar om kronobiologi på Rockefeller University. Han tilldelades Nobelpriset i fysiologi eller medicin 2017 tillsammans med Jeffrey C. Hall och Michael Rosbash för "deras upptäckt av molekylära mekanismer som styr cirkadisk rytm".

## Biografi
Young växte upp i och runt Miami, Florida  och flyttade med sin familj till Dallas, Texas, där han tog examen vid LD Bell High School. I sina tidiga tonår fick han av sina föräldrar en av Darwins böcker om evolution och biologiska mysterier. Boken beskrev biologiska klockor som varande orsaken till att en konstig växt som han långt tidigare hade sett, producerade blommor som slöt sig under dagen och öppnades upp på natten. Platsen och utformningen av dessa klockor var okända och detta väckte Youngs intresse i tidig ålder.
Under tiden han arbetade som doktorand vid University of Texas mötte Young sin blivande hustru, Laurel Eckhardt. Han avlade 1975 sin doktorsexamen i genetik och de flyttade sedan till Stanford University, där Young arbetade som postdoktor och Laurel fördjupade sitt doktorsarbete med Len Herzenberg som handledare. Idag är hon professor i biologi vid Hunter College. De arbetar fortfarande nära tillsammans och har nu två döttrar, Natalie och Arissa.
Young fortsatte sina studier genom doktorandutbildning vid Stanford University School of Medicine, nu med intresse för molekylär genetik och särskilt fokus på transposerbara element. Han arbetade i Dave Hogness' laboratorium och kom in på metoderna för rekombinant DNA. Två år senare flyttade han till Rockefeller University som biträdande professor. Från och med 1978 var han aktiv vid universitetet och arbetade som docent från 1984 och senare som professor från 1988. Han utsågs 2004 till vice ordförande för akademiska frågor och fick även Richard och Jeanne Fishers lärostol.
Under sin tid på Rockefeller University har Young satsat över tre decennier för att undersöka genetiskt kontrollerade mönster av sömn och vakenhet hos Drosophila melanogaster och  hans laboratorium har lämnat betydande bidrag inom det  chronobiologiska området genom att identifiera nyckelgener som hör samman med reglering av den interna klockan som är ansvarig för cirkadiska rytmer. Han kunde belysa funktionen av periodgenen, vilket är nödvändigt för att bananflugorna i hans experiment ska uppvisa normala sömncykler. Youngs laboratorium svarar också för upptäckten av tidlösa och dubbel-tidiga gener, vilka framställer proteiner som också är nödvändiga för cirkadisk rytm.

## Positioner och hedersbetygelser
- 1978: Andre and Bella Meyer Foundation fellowship.[8]
- 2006: Pittendrigh/ Aschoff Award from the Society for Research on Biological Rhythms[8]
- 2007: Fellow of the American Academy of Microbiology[8]
- 2007: Member of National Academy of Sciences[8]
- 2009: Gruber Prize in Neuroscience (tillsammans med Michael Rosbash och Jeffrey C. Hall)[15]
- 2011: Louisa Gross Horwitz Prize (tillsammans med Michael Rosbash och Jeffrey C. Hall)[11]
- 2012: Massry Prize (tillsammans med Michael Rosbash och Jeffrey C. Hall)[11]
- 2012: Canada Gairdner International Award (tillsammans med Michael Rosbash och Jeffrey C. Hall)[11]
- 2013: Shaw Prize in Life Science and Medicine (tillsammans med Michael Rosbash och Jeffrey C. Hall)[11]
- 2013: Wiley Prize in Biomedical Sciences (tillsammans med Michael Rosbash och Jeffrey C. Hall)[16]
- 2017: Nobel Prize in Physiology or Medicine (tillsammans med Michael Rosbash och Jeffrey C. Hall[17]